# Vennerslund
Vennerslund er en gammel landsbyhovedgård på Falster. Den blev tidligere kaldt Stadager og nævnes første gang i 1231 i Kong Valdemars Jordebog. Kaldt Sophienholm fra 1576 til 1585, hvor gården fik sit gamle navn igen. Den kom til at hedde Vennerslund i 1766. Gården ligger i Stadager Sogn i Guldborgsund Kommune. Den fredede hovedbygning er opført i 1845 ved den lokale arkitekt O.M. Glahn.
Vennerslund Gods er på 1.010 hektar med Lundby Møllegård.[kilde mangler]
En plan blev i 2020 fremlagt om en energipark med solcelleanlæg og vindmøllepark med seks vindmøller ved godset.

## Ejere af Vennerslund
- (1231-1351) Kronen
- (1351-1375) Folmer Folmersen
- (1375-1385) Jacob Olufsen Lunge
- (1385-1411) Jacob Olufsen Lunge
- (1411-1415) Oluf Jacobsen Lunge
- (1415-1424) Anders Jacobsen Lunge
- (1424-1462) Jacob Andersen Lunge
- (1462-1480) Henning Venstermand
- (1480-1500) Morten Henningsen Venstermand
- (1500-1551) Jørgen Mortensen Venstermand
- (1551-1564) Morten Jørgensen Venstermand / Lave Jørgensen Venstermand / Johan Jørgensen Venstermand
- (1564-1575) Lave Jørgensen Venstermand / Johan Jørgensen Venstermand
- (1575-1576) Johan Jørgensen Venstermand
- (1576-1588) Frederik II
- (1588-1766) Kronen
- (1766-1785) Hans Tersling / Peder Thestrup
- (1785-1789) Kirstine Hoffgaard gift (1) Tersling (2) Colbjørnsen / Peder Thestrup
- (1789-1805) Kirstine Hoffgaard gift (1) Tersling (2) Colbjørnsen
- (1805-1809) Jørgen Hansen Tersling
- (1809-1844) Carl Vincens Grandjean
- (1844-1861) Ludvig Grandjean
- (1861-1882) Johan Carl Wilhelm Grandjean
- (1882-1926) Johan Ludvig Grandjean
- (1926-1963) Vincens Grandjean
- (1963-2001) Susanne Grandjean gift Brockenhuus-Schack
- (2001-2007) Susanne Grandjean gift Brockenhuus-Schack / Kim Vincens greve Brockenhuus-Schack
- (2007-) Kim Vincens greve Brockenhuus-Schack

## Ekstern henvisninger
- Vennerslund - fra Dansk Center for Herregårdsforskning Arkiveret 11. februar 2017 hos  Wayback Machine